# Exhyalanthrax triangularis
Exhyalanthrax triangularis är en tvåvingeart som först beskrevs av Mario Bezzi 1924.  Exhyalanthrax triangularis ingår i släktet Exhyalanthrax och familjen svävflugor. Inga underarter finns listade i Catalogue of Life.